# حرية الدين في آسيا حسب البلد
تتنوع حرية الدين في آسيا بين بلد وآخر، وتختلف الدول فيما يتعلق بضمان المساواة في المعاملة بين أتباع الديانات المختلفة، وإن كانت الدولة تتخذ دينًا رسميًا لها أم لا، وما يترتب على ذلك من آثار قانونية لكل من الممارسين وغير الممارسين، وإلى أي مدى تعمل المنظمات الدينية داخل البلد، ومدى استخدام الدين بوصفه أحد الأسس القانونية للبلاد.
توجد العديد من التناقضات بين المواقف المعلنة حول الحرية الدينية والممارسات الفعلية للسلطات في تلك البلدان، إذ لا تُترجم المساواة الدينية في الدستور أو القوانين بالضرورة إلى حرية الممارسة للسكان فعليًا. إضافةً إلى ذلك، قد يكون لبعض الممارسات، مثل تحديد الانتماء الديني في بطاقات الهوية، عواقب مختلفة، حسب الظروف الاجتماعية والسياسية لكل بلد.
وفقًا لذلك، تؤسس معظم الدول الآسيوية رسميًا حرية الأديان مع اختلاف التطبيق، وأيضًا بعض الدول لديها قوانين مناهضة للتمييز والبعض الآخر لديها قوانين لمكافحة التجديف. وكذلك يوجد تمييز ديني قانوني في العديد من بلدان آسيا. وقيدت بعض الدول أنشطة الجامعات الإسلامية التي عدّوها أصولية. تحظر العديد من البلدان الآن التبشير سواءً كان عامًّا أو ضمن مجموعات دينية خاصة. وقد فرضت طاجيكستان وتركمانستان قيودًا كبيرة على ممارسة الدين عمومًا، وكذلك الصين التي حظرت الدين على نطاق واسع.
تعتمد الكثير من الدول الآسيوية الإسلام السني دينًا رسميًا، تليها البوذية. تعتمد لبنان وإيران والإدارة الذاتية لشمال وشرق سوريا نظامًا ذا طابع طائفي، يضمن مستويات محددة من التمثيل في الحكومة لمجموعات معينة في البلاد.
الكثير من الدول الإسلامية لديها محاكم دينية إسلامية بدرجات متفاوتة من السلطة القضائية. وتؤدي الحكومات في بعض الدول الإسلامية دورًا في الإشراف على أشكال الممارسات الدينية وتوجهها داخل البلاد.
تختلف المستويات الاجتماعية للتسامح الديني في أنحاء آسيا اختلافًا كبيرًا، وتشمل المجموعات المتأثرة سلبًا المسلمين والمسيحيين واليهود والبوذيين والملحدين والهندوس. وشهدت العديد من البلدان العنف الديني بدرجات متفاوتة من الدعم أو التدخل بين الحكومات المحلية، مثل الجماعات المسلمة والمسيحية واليهودية والبوذية والملحدة والهندوسية وغيرها.